# Caiac canoe la Jocurile Olimpice de vară din 1972

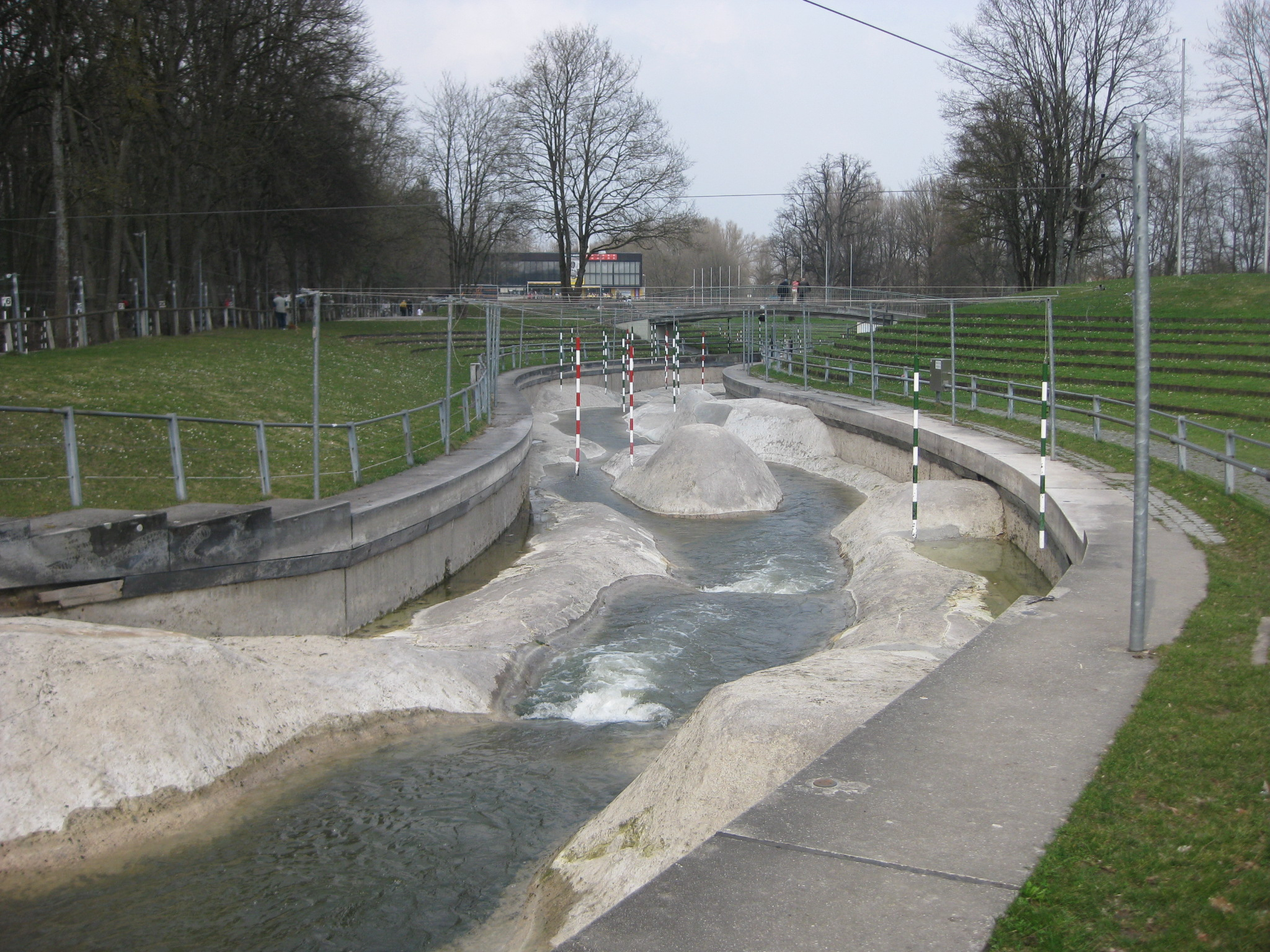
Canalul de Gheață

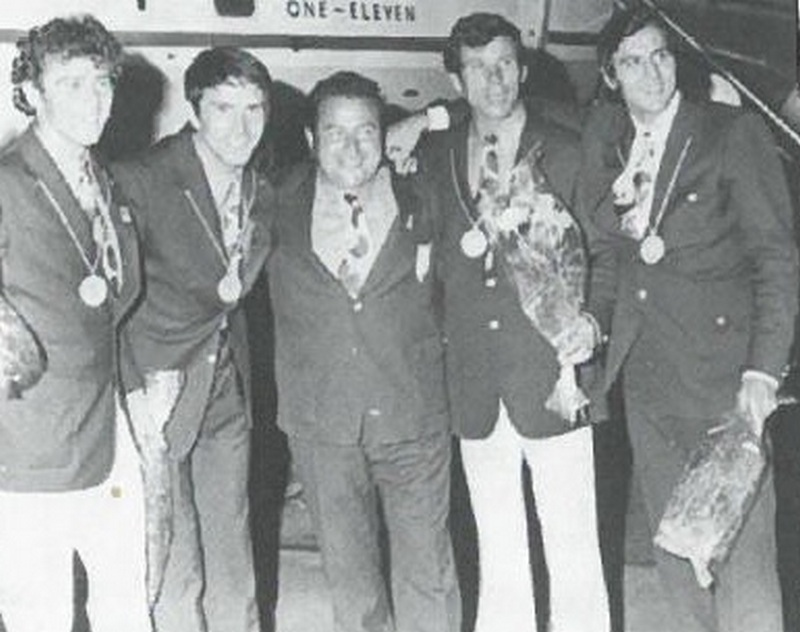
Roman Vartolomeu, Atanase Sciotnic, Aurel Vernescu și Mihai Zafiu au câștigat medalia de argint la K-4 1000 m. În mijloc: antrenorul Nae Navasart

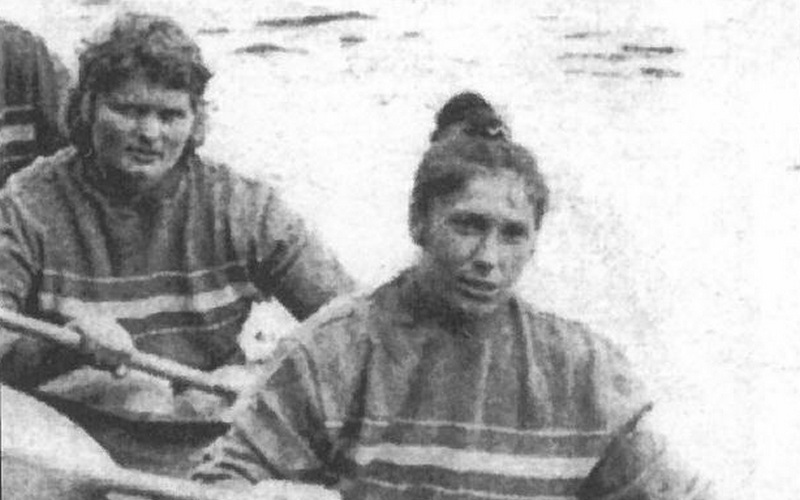
Maria Nichiforov și Viorica Dumitru au obținut bronzul la K-2 500 m

Probele sportive de caiac-canoe la Jocurile Olimpice de vară din 1972 au inclus probele de slalom, care au avut loc în perioada 28–30 august la Canalul de Gheață din Augsburg, iar probele de sprint au avut loc în perioada 5-9 septembrie la Pista de Regată din Oberschleißheim.

## Rezultate

### Slalom
| Probă                | Aur                                    | Argint                                   | Bronz                                  |
| C-1 masculin detalii | Reinhard Eiben (GDR)                   | Reinhold Kauder (FRG)                    | Jamie McEwan (USA)                     |
| C-2 masculin detalii | Walter Hofmann Rolf-Dieter Amend (GDR) | Hans-Otto Schumacher Wilhelm Baues (FRG) | Jean-Louis Olry Jean-Claude Olry (FRA) |
| K-1 masculin detalii | Siegbert Horn (GDR)                    | Norbert Sattler (AUT)                    | Harald Gimpel (GDR)                    |
| K-1 feminin detalii  | Angelika Bahmann (GDR)                 | Gisela Grothaus (FRG)                    | Magdalena Wunderlich (FRG)             |

### Sprint
Masculin
Feminin
| Probă                     | Aur                                      | Aur     | Argint                              | Argint  | Bronz                                  | Bronz   |
| K-1 500 m feminin detalii | Iulia Reabcinskaia (URS)                 | 2:03,17 | Mieke Jaapies (NED)                 | 2:04,03 | Anna Pfeffer (HUN)                     | 2:05,50 |
| K-2 500 m feminin detalii | Liudmila Pinaeva Ekaterina Kurîșko (URS) | 1:53,50 | Ilse Kaschube Petra Grabowski (GDR) | 1:54,30 | Maria Nichiforov Viorica Dumitru (ROU) | 1:55,01 |

## Clasament pe medalii
| Loc   | Țară                       | Aur | Argint | Bronz | Total |
| ----- | -------------------------- | --- | ------ | ----- | ----- |
| 1     | Uniunea Sovietică          | 6   | –      | –     | 6     |
| 2     | Germania de Est            | 4   | 1      | 1     | 6     |
| 3     | România                    | 1   | 2      | 1     | 4     |
| 4     | Germania de Vest           | –   | 3      | 2     | 5     |
| 5     | Ungaria                    | –   | 2      | 2     | 4     |
| 6     | Olanda                     | –   | 1      | –     | 1     |
| 6     | Austria                    | –   | 1      | –     | 1     |
| 6     | Suedia                     | –   | 1      | –     | 1     |
| 9     | Bulgaria                   | –   | –      | 1     | 1     |
| 9     | Franța                     | –   | –      | 1     | 1     |
| 9     | Norvegia                   | –   | –      | 1     | 1     |
| 9     | Polonia                    | –   | –      | 1     | 1     |
| 9     | Statele Unite ale Americii | –   | –      | 1     | 1     |
| Total | Total                      | 11  | 11     | 11    | 33    |